# 초감각적 지각
초감각적 지각(Extrasensory perception, ESP)은 인지되는 물리적 감각을 통해서 얻지 않은, 마음을 통해서 얻은 정보의 획득을 동반한다.

## 같이 보기
- 초능력